# 1907 Руднєва
1907 Руднєва (1907 Rudneva) — астероїд головного поясу, відкритий 11 вересня 1972 року.
Тіссеранів параметр щодо Юпітера — 3,439.